# Скальське нахіє
Скальське нахіє  — адміністративно-територіальна одиниця (нахіє) Османської імперії, що була частиною Подільського еялету. Створено 1672 року. Припинило існування у 1699 році.

## Історія
1672 року почалася війна Османської імперії і Річчю Посполитою. Того ж року було захоплено Кам'янець-Подільський. Невдовзі після цього без бою османські війська захопили скальський замок й усе скальське староство. За Бучацьким мирним договором ці землі відійшли до Османської імперії.
У 1673 році після Другої Хотинської битви війська Речі Посполитої захопили більше частину нахіє разом з фортецею Скала. Втім у березні 1674 року османи відвоювали Скалу і інші фортеці нахіє.
В подальшому Скальське нахіє було місцем польсько-турецького протистояння, що на нетривалий час завершилося 1676 року підписанням Журавненського мирного договору, за яким Скальське староство залишилося за Османською імперією. З цього часу османська влада почалася розбудовувати свою нахіє.
У 1684 році відновилися бойові дії між Річчю Посполитою і Османською імперією (в рамках Війни Священної ліги). Втім влада османів тут зберігалася до 1699 року. За рішенням Карловицького конгресу Скальська нахія передавалася Речі Посполитій разом з Поділлям.

## Адміністрація
Скальське нахіє входило до складку Кам'янецького санджаку, що був частиною Подільського еляету. Центром було місто-фортеця Скала.

## Населення
1681 року проведено дефтер-муфассал (перепис населення). Виявилося, що на цей час тут мешкало 486 осіб в 69 господарствах. Загалом з довоєних 29 населених пунктів було залюднено лише 7.